# Међународни аеродром Балтимор/Вашингтон
Међународни аеродром Балтимор/Вашингтон (IATA: BWI, ICAO: KBWI) је међународни аеродром у округу Ан Арандел, који се налази 14 км јужно од центра Балтимора и 50 км североисточно од Вашингтона.  
БВИ је један од три главна аеродрома који опслужују градско подручје Вашингтон-Балтимор.  Друга два аеродрома су Међународни аеродром Далес и Аеродром Роналд Реган у Вашингтону.
Аеродром служи као једна од 12 америчких оперативних база за Саутвест ерлајнс. Током 2023. забележено је 12.849.636 путника, што га чини најпрометнијим аеродромом у метрополитанској области Балтимор-Вашингтон, рангиран на 23. месту у броју путника у САД, а затим следе Аеродром Роналд Реган у Вашингтону (#24) и Међународни аеродром Далес (#26). 

## Авио-компаније и дестинације

### Путнички
| Airlines             | Destinations | Refs   |
| -------------------- | --- | ------ |
| Alaska Airlines      | Seattle/Tacoma | [ 5 ]  |
| Allegiant Air        | Asheville, Destin/Fort Walton Beach, Savannah Seasonal: Knoxville, Punta Gorda (FL) | [ 6 ]  |
| American Airlines    | Charlotte, Chicago–O'Hare, Dallas/Fort Worth, Miami | [ 7 ]  |
| American Eagle       | Chicago–O'Hare Seasonal: Miami | [ 7 ]  |
| Avelo Airlines       | Seasonal: New Haven, Wilmington (NC) | [ 8 ]  |
| BermudAir            | Bermuda | [ 10 ] |
| British Airways      | London–Heathrow | [ 11 ] |
| Contour Airlines     | Macon/Warner Robins (GA) | [ 12 ] |
| Copa Airlines        | Panama City–Tocumen | [ 13 ] |
| Delta Air Lines      | Atlanta, Detroit, Minneapolis/St. Paul, Salt Lake City | [ 14 ] |
| Delta Connection     | Boston | [ 14 ] |
| Frontier Airlines    | Atlanta, Charlotte, Chicago–Midway, Dallas/Fort Worth, Detroit, Miami, Orlando, San Juan Seasonal: Denver, Tampa | [ 16 ] |
| Icelandair           | Reykjavík–Keflavík | [ 17 ] |
| Play                 | Reykjavík–Keflavík | [ 18 ] |
| Southwest Airlines   | Albany, Albuquerque, Aruba, Atlanta, Austin, Birmingham (AL), Boston, Buffalo, Cancún, Charleston (SC), Charlotte, Chicago–Midway, Chicago–O'Hare, Cincinnati, Cleveland, Colorado Springs, Columbus–Glenn, Dallas–Love, Denver, Destin/Fort Walton Beach, Detroit, Fort Lauderdale, Fort Myers, Grand Rapids, Greenville/Spartanburg, Hartford, Houston–Hobby, Indianapolis, Jackson (MS), Jacksonville (FL), Kansas City, Las Vegas, Long Beach (begins June 5, 2025), Long Island/Islip, Los Angeles, Louisville, Manchester (NH), Memphis, Miami, Milwaukee, Minneapolis/St. Paul, Montego Bay, Myrtle Beach, Nashville, New Orleans, Norfolk, Ontario (CA) (begins June 5, 2025), Orlando, Phoenix–Sky Harbor, Pittsburgh, Portland (ME), Providence, Punta Cana, Raleigh/Durham, Richmond, Rochester (NY), Sacramento (resumes March 6, 2025), Salt Lake City, San Antonio, San Diego, San Francisco (begins June 5, 2025), San Jose (CA) (resumes June 5, 2025), San José (CR), San Juan, Sarasota, Savannah, St. Louis, Tampa, West Palm Beach Seasonal: Belize City, Grand Cayman, Liberia (CR), Nassau, Oakland, Panama City (FL), Portland (OR) (begins June 5, 2025), Providenciales, San José del Cabo, Seattle/Tacoma | [ 26 ] |
| Spirit Airlines      | Atlanta, Boston, Cancún, Dallas/Fort Worth, Fort Lauderdale, Houston–Intercontinental, Las Vegas, Los Angeles, Miami, Milwaukee, Myrtle Beach, New Orleans, Orlando, Portland (OR), Punta Cana (begins March 20, 2025), Sacramento, San Juan Seasonal: San Diego | [ 32 ] |
| Sun Country Airlines | Seasonal: Minneapolis/St. Paul | [ 33 ] |
| United Airlines      | Chicago–O'Hare, Denver, Houston–Intercontinental, Los Angeles, San Francisco | [ 34 ] |
| United Express       | Houston–Intercontinental | [ 34 ] |

## Статистика

### Топ дестинације
| Ранг | Цити                     | Путници |
| ---- | ------------------------ | ------- |
| 1    | Атланта, Џорџија         | 907,810 |
| 2    | Орландо, Флорида         | 758,750 |
| 3    | Форт Лодердејл, Флорида  | 500,430 |
| 4    | Денвер, Колорадо         | 473,740 |
| 5    | Бостон, Масачусетс       | 454,610 |
| 6    | Шарлот, Северна Каролина | 425,730 |
| 7    | Тампа, Флорида           | 399,720 |
| 8    | Мајами, Флорида          | 329,770 |
| 9    | Чикаго – О'Харе, Илиноис | 298,720 |
| 10   | Лас Вегас, Невада        | 293,210 |

| Ранг | Цити                                | Путници |
| ---- | ----------------------------------- | ------- |
| 1    | Канкун, Мексико                     | 406,285 |
| 2    | Монтего Беј, Јамајка                | 218,668 |
| 3    | Рејкјавик–Кефлавик, Исланд          | 178,147 |
| 4    | Пунта Кана, Доминиканска Република  | 133,627 |
| 5    | Лондон–Хитроу, Уједињено Краљевство | 103,819 |
| 6    | Торонто–Пеарсон, Канада             | 58,926  |
| 7    | Панама Цити, Панама                 | 28,204  |
| 8    | Орањестад, Аруба                    | 22,364  |
| 9    | Франкфурт, Немачка                  | 19,586  |
| 10   | Либерија, Костарика                 | 19,301  |

### Тржишни удео авио-компанија
| Ранг | Аирлине            | Путници    | Схаре  |
| ---- | ------------------ | ---------- | ------ |
| 1    | Соутхвест Аирлинес | 18,615,000 | 71,44% |
| 2    | Спирит Аирлинес    | 2,083,000  | 8,19%  |
| 3    | Делта Аир Линес    | 1,089,000  | 4,28%  |
| 4    | Унитед Аирлинес    | 1,089,000  | 4,28%  |
| 5    | Америцан Аирлинес  | 1,000,000  | 3,93%  |
| 6    | Остало             | 1,553,000  | 6,11%  |

### Годишњи промет
| Година | Путници    | Година | Путници    | Година | Путници                        |
| ------ | ---------- | ------ | ---------- | ------ | ------------------------------ |
| 2006   | 20,698,967 | 2013   | 22,498,353 | 2020   | 11,204,511                     |
| 2007   | 21,044,384 | 2014   | 22,312,676 | 2021   | 18,868,429                     |
| 2008   | 20,488,881 | 2015   | 23,823,532 | 2022   | 22,804,744                     |
| 2009   | 20,953,615 | 2016   | 25,122,651 | 2023   | 26,200,143                     |
| 2010   | 21,936,461 | 2017   | 26,369,411 | 2024   | 24.909.247 (од почетка године) |
| 2011   | 22,391,785 | 2018   | 27,145,831 | 2025   |                                |
| 2012   | 22,679,987 | 2019   | 26,993,896 | 2026   |                                |

## У популарној култури
Аеродром је био позадина у неколико филмова филмова попут Голдфингер (1964), Кад јагањци утихну (1991) и Дванаест мајмуна (1995).
Такође је представљен у епизоди ТВ серије Кућа од карата.